# John Dorge
Kevin John Dorge (Toowoomba, 17 ottobre 1962) è un ex cestista e allenatore di pallacanestro australiano.

## Carriera
Con l'Australia ha disputato due edizioni dei Giochi olimpici (Barcellona 1992, Atlanta 1996) e i Campionati mondiali del 1990.